# Гай Гостилий Манцин
Гай Гости́лий Манци́н (лат. Gaius Hostilius Mancinus; умер после 136 года до н. э.) — римский политический деятель и военачальник из плебейского рода Гостилиев, консул 137 года до н. э. Во время консулата возглавил армию, осадившую город Нуманция в Испании, и потерпел поражение. Заключил невыгодный для Рима мир, который вызвал бурную дискуссию в сенате. В конце концов было принято решение не ратифицировать этот договор, а Гая Гостилия как главного виновника случившегося выдать нумантинцам, но те отказались его принять. Манцин вернулся в Рим. Он был исключён из сената, но позже во второй раз занял должность претора и снова стал сенатором.
Квестором в армии Гая Гостилия был Тиберий Семпроний Гракх, скрепивший своей подписью договор с Нуманцией. Разрыв этого соглашения античные авторы называют одной из причин конфликта Гракха с сенатом, с которого началась эпоха гражданских войн в Риме.

## Биография

### Происхождение
Гай Гостилий принадлежал к плебейскому роду Гостилиев, который вошёл в состав римского нобилитета во II веке до н. э.. Самым первым из упоминающихся в источниках носителей когномена Манцин (Mancinus) был Луций Гостилий Манцин, который в 217 году до н. э., во время Второй Пунической войны, командовал отрядом конницы союзников в армии диктатора Квинта Фабия Максима и погиб в бою в Кампании. Предположительно у Луция было двое сыновей: Луций, чей сын того же имени стал героем Третьей Пунической войны и консулом 145 года до н. э., и Авл, консул 170 года до н. э. (первый консул в этом семействе) и отец Гая.
У Гая Гостилия был старший брат Авл, курульный эдил в 151 году до н. э.
Теодор Моммзен характеризует Манцина как «человека малоизвестного», пострадавшего в конечном счёте только из-за отсутствия связей с римским нобилитетом.

### Начало карьеры
Первые известия о политической деятельности Гая Гостилия относятся к началу 140-х годов до н. э. Между 150 и 147 годами он занимал должность претора. Известно, что в этом качестве он созвал сенат, чтобы рассмотреть дело о двух фессалийских общинах — Нарфакион и Мелитейя. Предположительно Манцин был городским претором (praetor urbanus) и замещал в Риме консулов, по крайней мере один из которых должен был в это время руководить осадой Карфагена в ходе Третьей Пунической войны.
Гаю Гостилию понадобилось, как и его отцу, около десяти лет, чтобы после претуры добиться консулата (при этом закон Виллия устанавливал всего лишь трёхлетний минимальный срок между этими магистратурами). Только в 137 году до н. э. он стал консулом вместе с патрицием Марком Эмилием Лепидом Порциной. Коллеги разделили полномочия таким образом, что Манцину досталась провинция Ближняя Испания, где шла война с кельтиберами, а Лепид остался в Италии. Последующие события показали, что для Марка Эмилия военное командование имело ценность; отсюда исследователи делают вывод, что полномочия распределялись по жребию.

### Нумантийская война
В самом начале своего консульского года Гай Гостилий отправился в Испанию; его квестором был Тиберий Семпроний Гракх. Воинский набор не проводился, так что Манцин должен был принять командование армией своего предшественника, проконсула Марка Попиллия Лената. Античные авторы сообщают о крайне неблагоприятных предзнаменованиях, сопровождавших консула в его пути в Испанию: птицы разлетелись из клетки, когда Гай Гостилий хотел принести жертву богам; взойдя на корабль в Геркулесовой гавани, он услышал голос, сказавший «Манцин, останься» или «Завтра, Манцин!», и из-за этого продолжил свой путь по суше до Генуи. На его корабле была обнаружена огромная змея. Несмотря на всё это, Манцин добрался до своей провинции (по словам Валерия Максима, он продемонстрировал «сумасшедшую настойчивость») и принял армию у Марка Попиллия Лената.

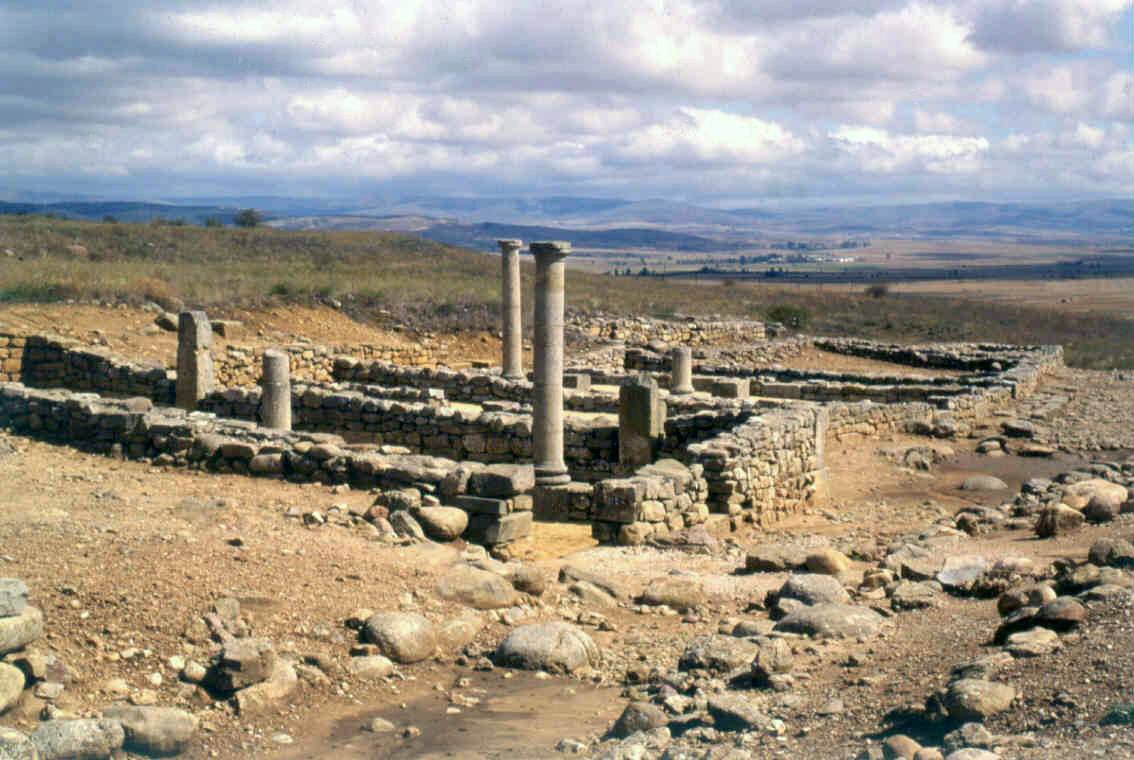
Развалины Нуманции

Гай Гостилий немедленно начал военные действия против города Нуманция, который в предыдущие годы смог отбить ряд нападений римлян. Против 4 тысяч нумантийцев консул мог выставить, по разным данным, 20, 30 или даже 40 тысяч воинов. Информацию о 40-тысячной армии исследователи считают преувеличением, и в любом случае войско Манцина отличала низкая боеспособность. По этой причине, а также из-за, по выражению Моммзена, «дряблого и жалкого командования» римляне терпели постоянные поражения: Плутарх пишет о проигрыше нескольких больших сражений, Луций Анней Флор сообщает, что жители Нумантии «обрушились на Гостилия Манцина и непрерывными засадами и нападениями настолько измотали его, что никто не мог выдержать даже взгляда и голоса нумантийца».
Слухи о том, что на помощь противнику идут кантабры и ваккеи, окончательно деморализовали римскую армию: Манцин бежал ночью из своего лагеря, понёс большие потери в арьергардных боях и остановился в старом укреплении, построенном ещё Квинтом Фульвием Нобилиором в 153 году до н. э., без каких-либо запасов продовольствия и без возможности отражать новые атаки врага. Его положение источники характеризуют как совершенно безвыходное. Перед перспективой гибели всей армии Манцин начал переговоры с нумантийцами, сделав по требованию противника своим представителем Гракха, отец которого оставил после себя в Испании хорошую память.
Предположительно квестор добился некоторого смягчения требований нумантийцев. Согласно заключённому договору, римляне получали свободный проход, но оставляли нумантинцам всё своё имущество и оружие. Правда, Евтропий сообщает о прохождении римских солдат под ярмом, но исследователи считают это скорее домыслом. О политических условиях источники молчат; существует предположение, что римляне подтвердили Марцеллов договор 151 года до н. э., согласно которому Нуманция сохраняла свою независимость. Поскольку нумантинцы имели основания не доверять второй стороне, договор был скреплён клятвой как консула, так и квестора и военных трибунов.

### После капитуляции
Известие о Манциновом договоре стало сенсацией для Рима. Сенат, возмущённый случившимся, немедленно отстранил Гая Гостилия от командования и вызвал его в Рим для разбирательства вместе со всем штабом. Когда консул прибыл в город вместе с нумантийскими послами, развернулась оживлённая дискуссия о том, что делать с договором и, в случае отказа от ратификации, что делать с людьми, которые его заключили (в частности, предполагалась их выдача врагу). Во многом повторялась ситуация 139 года до н. э., когда виновником скандала стал один из предыдущих наместников Ближней Испании Квинт Помпей; но последний в своё время утверждал, что не заключал с Нуманцией договора, а в случае с Манцином не было никаких сомнений.
Гай Гостилий настаивал на том, что капитуляция была единственной возможностью спасти целую армию, и что договор не предполагал каких-либо потерь для Рима. Вину за поражение он попытался свалить на Помпея: Манцин заявил сенаторам, что его армия была небоеспособна из-за деятельности Помпея и что понесённое им поражение — закономерное следствие нарушения старого договора. К тому же случай с Квинтом, которого не выдали нумантийцам, хотя его договор не был ратифицирован, мог получить силу прецедента и стать аргументом в пользу Манцина. Однако последний не смог извлечь выгоду из создавшегося положения. Помпей оправдался, группа влиятельных сенаторов настаивала на том, что договор нельзя ратифицировать, а Гая Гостилия следует выдать нумантийцам как единственного, на кого должна была пасть вина за клятвопреступление и измену договору. При этом проводилась аналогия с 321 годом до н. э., когда, согласно сложившейся во II веке до н. э. легенде, сенат расторг договор, заключённый с самнитами в Кавдинском ущелье, и выдал врагу всех, кто этот договор заключил.
Главными врагами Манцина оказались предположительно Публий Корнелий Сципион Назика Серапион и Публий Корнелий Сципион Эмилиан (этих нобилей не остановило даже то, что гарантом спорного договора был их двоюродный брат Тиберий Гракх). Эмилиан занял такую позицию, поскольку был принципиальным противником соглашений с непокорившимися врагами, к тому же двоюродный брат Гая Гостилия Луций Гостилий оспаривал славу Сципиона Эмилиана как победителя Карфагена. Сенатское большинство прислушалось к двум Корнелиям, и в результате сенат порекомендовал народному собранию расторгнуть договор с Нуманцией и выдать тех, кто этот договор заключил. Народ одобрил выдачу Манцина. Остальных спасли их высокие связи.
Предложение о выдаче Гая Гостилия внесли консулы 136 года до н. э. Луций Фурий Фил и Секст Атилий Серран (оба они принадлежали к окружению Сципиона Эмилиана), и сам Гай Гостилий его поддержал. Марк Туллий Цицерон в связи с этим пишет о большей нравственной правоте Манцина по сравнению с Квинтом Помпеем, в аналогичной ситуации умолявшим не выдавать его. Луций Фурий увёз Гая Гостилия обратно в Испанию, и там, голый, со связанными за спиной руками, бывший консул простоял целый день перед воротами Нуманции. Жители города отказались его принимать в знак своей верности заключённому соглашению. С наступлением ночи Гая Гостилия забрали обратно в римский лагерь «по указанию птицегаданий», так что проблема искупления вины за непризнанный договор осталась нерешённой.

### Поздние годы
Из-под Нуманции Манцин вернулся в Рим и попытался занять своё место в сенате, но народный трибун Публий Рутилий выступил против, утверждая, что Гай Гостилий в момент выдачи врагу перестал быть римским гражданином. «Так ведётся исстари, — говорил он, — кто продан в рабство своим отцом или народом или выдан при посредстве священного посла, тот не может вступить по возвращении в свои прежние права». Началась жаркая дискуссия, в которой виднейшие знатоки права не могли прийти к общему решению. В конце концов Манцин был признан гражданином, но статус сенатора, по-видимому, потерял.
Позже Гай Гостилий во второй раз занял должность претора и благодаря этому снова вошёл в сенат. Известно, что он поставил статую, изображавшую его выдачу нумантийцам.

## Оценки
Марк Туллий Цицерон и Плутарх относились к Гаю Гостилию с симпатией. Так, Цицерон называет Манцина человеком «достойным и знатным», выгодно отличающимся от Квинта Помпея, говорит о присущих ему порядочности, чувстве чести и верности слову. По словам Веллея Патеркула, виной несчастий Манцина стало его чувство справедливости. Плутарх считает, что Гай Гостилий был «человеком в общем неплохим, но между римскими военачальниками самым злополучным». При этом многие источники признают Манцинов договор позорным и постыдным.
Согласно распространённому в античной историографии мнению, отказ сената ратифицировать договор, заключённый Манцином и подтверждённый клятвой его квестора, стал одной из важных причин конфликта между Тиберием Гракхом и римским нобилитетом, стоящего у истока гражданских войн. Так, Цицерон пишет:

…Ведь у Тиберия Гракха всеобщее недовольство Нумантинским договором, в заключении которого он участвовал как квестор консула Гая Манцина, и суровость, проявленная сенатом при расторжении этого договора, вызвали раздражение и страх, что и заставило этого храброго и славного мужа изменить строгим воззрениям своих отцов.
— Марк Туллий Цицерон. Об ответах гаруспиков, 43.
Следствием событий, связанных с Манциновым договором, стало обострение борьбы внутри римского нобилитета. По мнению советского антиковеда С. Ковалёва, это могло убедить Тиберия Гракха в несовершенстве римского государственного аппарата.

## В художественной культуре
Гай Гостилий Манцин — один из персонажей романа Милия Езерского «Гракхи». Он появляется и в сериале «Древний Рим: Расцвет и падение империи» (эпизод «Революция»), где его играет Силвестер Моранд.